# Heims kyrka
Heims kyrka är en kyrkobyggnad av trä i Heims socken i Heims kommun i Trøndelag fylke i Norge. Kyrkan uppfördes 1883 och invigdes 1884. Den byggdes på grund av att kyrkan vid Kyrksæterøra var för liten. Det är en långkyrka med huvudingången i väst. Det hålls omkring tretton gudstjänster per år i den. Den har ungefär 300 sittplatser. Hundra av dessa finns uppe på läktaren.

## Inventarier
- Altartavlan är från 1882.
- En 34-stämmig digital orgel införskaffades 1991. Påföljande år köptes ett piano.
- I kyrkan finns två kyrkklockor från 1883.

## Kyrkogården
På grund av dålig jordmån används inte området runt kyrkan som kyrkogård. 1893 anlades en kyrkogård cirka 1 kilometer från kyrkan. Omkring 600 gravar finns där och bredvid finns en gravhög från medeltiden. 1960 sattes en klockstapel upp på kyrkogården. I stapeln hänger en kyrkklocka.